# Râul Rușețu
Râul Rușețu este un curs de apă, afluent al râului Ialomița. 